# Zentralmakedonien
Zentralmakedonien (griechisch Κεντρική Μακεδονία Kendrikí Makedonía) ist eine der 13 Regionen Griechenlands und bildet den zentralen Teil des griechischen Makedonien. Hauptstadt der Region ist Thessaloniki.

## Geografie
Zentralmakedonien ist mit einer Fläche von 19.162 Quadratkilometern (ohne die autonome Mönchsrepublik Athos) die größte der 13 Verwaltungsregionen Griechenlands. Es grenzt im Norden an die Staaten Bulgarien und Nordmazedonien, im Westen an die Region Westmakedonien, im Südwesten an die Region Thessalien und im Osten an die Region Ostmakedonien und Thrakien. Die Südgrenze Zentralmakedoniens bildet die Küste des Ägäischen Meeres.

## Antike
Mit Ausnahme der Chalkidiki-Halbinsel ist Zentralmakedonien weitgehend deckungsgleich mit der antiken geographischen Region Niedermakedonien.

## Regionalbezirke und Gemeinden
Die Region Zentralmakedonien gliedert sich in sieben Regionalbezirke, die den Gebieten der bis 2010 bestandenen Präfekturen entsprechen. Proportional zu deren Einwohnerzahl entsenden sie eine bestimmte Anzahl Abgeordneter in den 61-köpfigen Regionalrat.
| Regionalbezirk    | Einwohner 2011 | Einwohner 2021 | Sitze | Gemeinden | NUTS-Code |
| ----------------- | -------------- | -------------- | ----- | --- | --------- |
| Chalkidiki        | 105.908        | 102.085        | 4     | Aristotelis, Kassandra, Nea Propondida, Polygyros, Sithonia | EL527     |
| Imathia           | 140.611        | 131.001        | 5     | Alexandria, Naousa, Veria | EL521     |
| Kilkis            | 80.419         | 70.477         | 3     | Kilkis, Peonia | EL523     |
| Pella             | 139.680        | 126.740        | 4     | Almopia, Edessa, Pella, Skydra | EL524     |
| Pieria            | 126.698        | 119.384        | 4     | Dion-Olymbos, Katerini, Pydna-Kolindros | EL525     |
| Serres            | 176.430        | 151.317        | 5     | Amfipoli, Emmanouil Pappas, Iraklia, Nea Zichni, Serres, Sindiki, Visaltia | EL526     |
| Thessaloniki      | 1.110.551      | 1.092.919      | 36    | Ambelokipi-Menemeni, Chalkidona, Delta, Kalamaria, Kordelio-Evosmos, Langadas, Neapoli-Sykies, Oreokastro, Pavlos Melas, Pylea-Chortiatis, Thermaikos, Thermi, Thessaloniki, Volvi | EL522     |
| Zentralmakedonien | 1.882.108      | 1.795.669      | 61    | | EL52      |

## Politik
Die ersten Regionalwahlen in Griechenland 2010 ergaben eine deutliche Mehrheit der Nea Dimokratia für den Regionalrat; den Posten des Gouverneurs konnte Panagiotis Psomiadis für seine Liste erringen. Bei den darauf folgenden Regionalwahlen am 25. Mai 2014 bekam das Wahlbündnis angeführt von Apostolos Tzitzikostas die erforderliche Mehrheit. Tzitzikostas wurde bei den Wahlen am 26. Mai 2019 im Amt bestätigt.
| Regionalwahl in Zentralmakedonien am 7. und 14. November 2010                                                                               | Regionalwahl in Zentralmakedonien am 7. und 14. November 2010 | Regionalwahl in Zentralmakedonien am 7. und 14. November 2010 | Regionalwahl in Zentralmakedonien am 7. und 14. November 2010 | Regionalwahl in Zentralmakedonien am 7. und 14. November 2010 | Regionalwahl in Zentralmakedonien am 7. und 14. November 2010 | Regionalwahl in Zentralmakedonien am 7. und 14. November 2010 | Regionalwahl in Zentralmakedonien am 7. und 14. November 2010 | Regionalwahl in Zentralmakedonien am 7. und 14. November 2010 | Regionalwahl in Zentralmakedonien am 7. und 14. November 2010 |
| --- | ------------------------------------------------------------- | ------------------------------------------------------------- | ------------------------------------------------------------- | ------------------------------------------------------------- | ------------------------------------------------------------- | ------------------------------------------------------------- | ------------------------------------------------------------- | ------------------------------------------------------------- | ------------------------------------------------------------- |
| |                                                               | 1. Wahlgang                                                   | 1. Wahlgang                                                   | 1. Wahlgang                                                   | 2. Wahlgang                                                   | 2. Wahlgang                                                   | 2. Wahlgang                                                   |                                                               |                                                               |
| Wahlbündnis | pol. Zugehörigkeit                                            | Stimmen                                                       | in %                                                          | Sitze                                                         | Stimmen                                                       | in %                                                          | Sitze                                                         | Sitzverteilung (71 Sitze)                                     | Sitzverteilung (71 Sitze)                                     |
| Dynami gia tin Periferia Kendrikis Makedonias (Δύναμη για την Περιφέρεια Κεντρικής Μακεδονίας)                                              | N.D.                                                          | 421.859                                                       | 43,19                                                         | 16                                                            | 406.890                                                       | 52,56                                                         | 27                                                            | 43                                                            |                                                               |
| Kendriki Makedonia: Metopo Anaptyxis (Κεντρική Μακεδονία: Μέτωπο Ανάπτυξης)                                                                 | PA.SO.K.                                                      | 299.633                                                       | 30,68                                                         | 11                                                            | 367.272                                                       | 47,44                                                         | 8                                                             | 19                                                            |                                                               |
| Laiki Syspirosi Kendrikis Makedonias (Λαϊκή Συσπείρωση Κεντρικής Μακεδονίας)                                                                | K.K.E.                                                        | 88.739                                                        | 9,09                                                          | 3                                                             |                                                               |                                                               |                                                               | 3                                                             |                                                               |
| Kathara Cheria, Kathares Idees, Kathares Lysis (Καθαρά Χέρια, Καθαρές Ιδέες, Καθαρές Λύσεις)                                                | LA.O.S.                                                       | 64.236                                                        | 6,58                                                          | 2                                                             |                                                               |                                                               |                                                               | 2                                                             |                                                               |
| Rizospastiki Aristeri Enotita – Boroume na tous stamatisoume (Ριζοσπαστική Αριστερή Ενότητα – Μπορούμε να τους σταματήσουμε)                | SYRIZA                                                        | 35.536                                                        | 3,64                                                          | 1                                                             |                                                               |                                                               |                                                               | 1                                                             |                                                               |
| Ikologia allilengyi (Οικολογία αλληλεγγύη)                                                                                                  | Grüne                                                         | 30.358                                                        | 3,11                                                          | 1                                                             |                                                               |                                                               |                                                               | 1                                                             |                                                               |
| Asimina Xirotyri-Ekaterinari – Dimokratia-Ikologia-Symmetochi (Ασημίνα Ξηροτύρη-Αικατερινάρη – Δημοκρατία-Οικολογία-Συμμετοχή)              | Dem. Linke                                                    | 19.724                                                        | 2,02                                                          | 1                                                             |                                                               |                                                               |                                                               | 1                                                             |                                                               |
| ANDIKAPITALISTIKI ARISTERA – ANDARSIA se kyvernisi-EE-DNT-Kallikrati (ΑΝΤΙΚΑΠΙΤΑΛΙΣΤΙΚΗ ΑΡΙΣΤΕΡΑ - ΑΝΤΑΡΣΙΑ σε κυβέρνηση-ΕΕ-ΔΝΤ-Καλλικράτη) |                                                               | 16.644                                                        | 1,70                                                          | 1                                                             |                                                               |                                                               |                                                               | 1                                                             |                                                               |

## Wirtschaft
Im Vergleich mit dem BIP der EU ausgedrückt in Kaufkraftstandards erreicht Zentralmakedonien einen Index von 78,7 (EU-25:100) (2003). Im Jahr 2017 betrug die Arbeitslosenquote 22,9 %.